# Shishi-odoshi

Shishi-odoshi (鹿威し) verwijst in ruime zin naar Japanse tuinmeubelen gemaakt om dieren te verjagen die een bedreiging vormen voor de landbouwgewassen. Dit kan bijvoorbeeld een vogelverschrikker zijn, maar 'shishi-odoshi' is in nauwe zin synoniem met 'sōzu'.
Sōzu is een soort waterfontein die wordt gebruikt in Japanse tuinen. Het bestaat uit een gesegmenteerde buis, meestal van bamboe, die aan één kant van zijn balanspunt wordt gedraaid. In rust staat het zwaardere einde ervan tegen een rots. Een straaltje water in het bovenste uiteinde van de buis hoopt zich op en verplaatst uiteindelijk het zwaartepunt van de buis langs het draaipunt, waardoor de buis roteert en het water dumpt. Het zwaardere einde valt dan terug tegen de rots en maakt een scherp geluid, vervolgens herhaalt de cyclus zich. Dit geluid is bedoeld om planteneters, zoals herten of varkens die aan de planten in de tuin kunnen grazen, te laten schrikken.

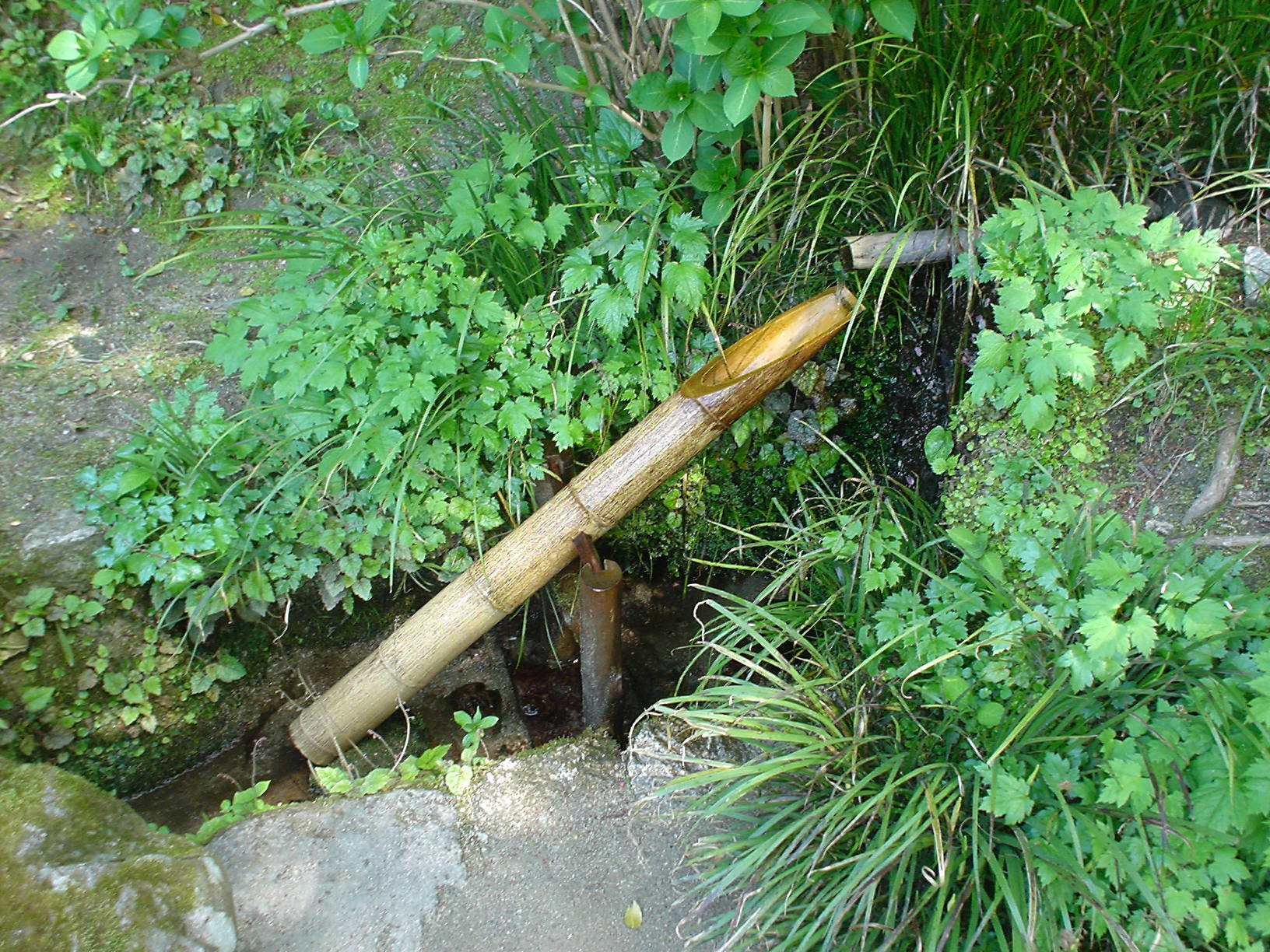